# 존 헤이겐

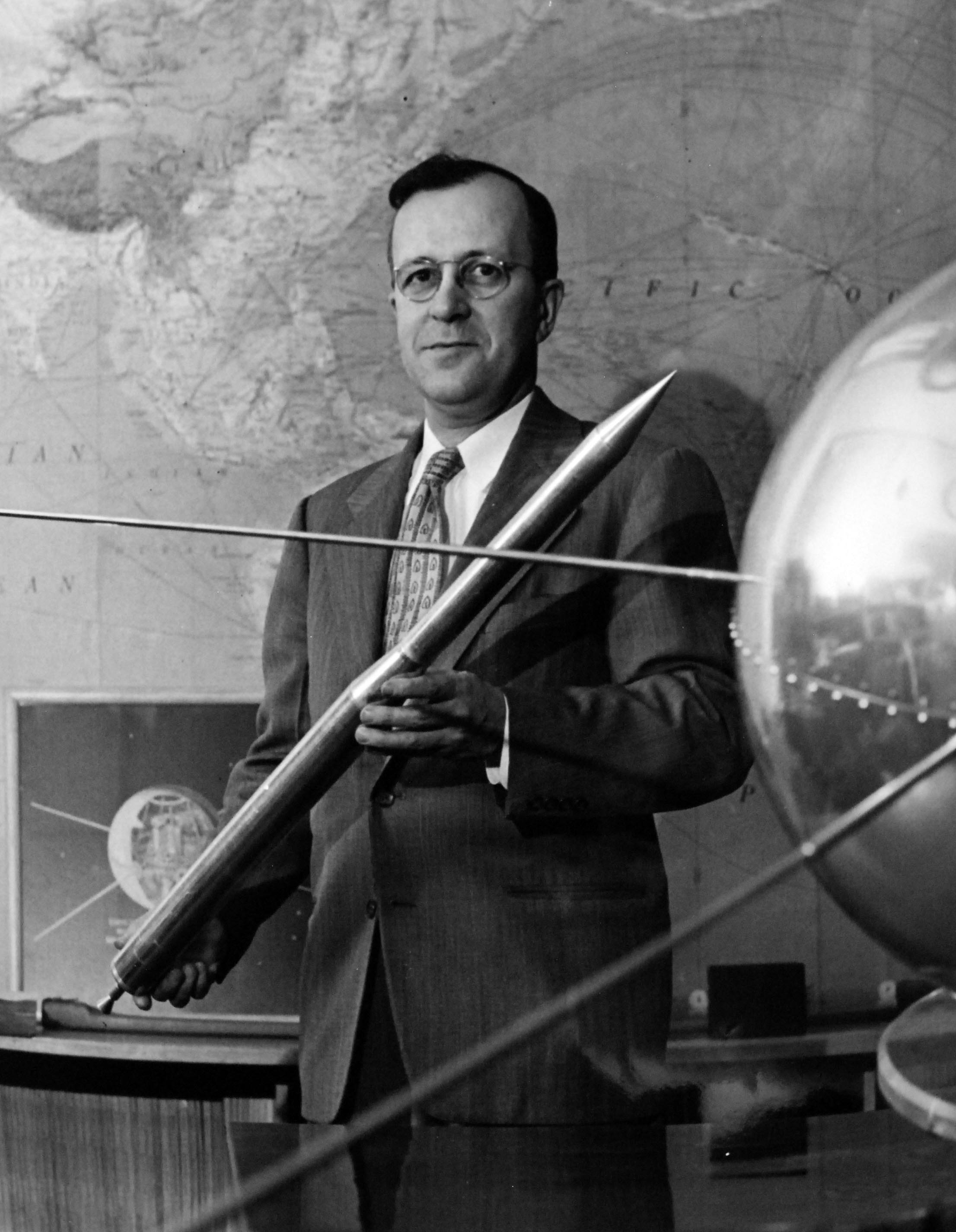

존 P. 헤이겐(John P. Hagen, 1908년 ~ 1990년)는 미국의 우주 과학자이다.
보스턴·예일 대학에서 물리학을 공부하고, 1935년 무선 통신 및 레이다를 연구하기 위하여 해군 연구소에 들어갔다. 1949년 천문학 박사 학위를 받고, 1954년 해양의 대기 책임자·천체 물리학 부장, 1955년 인공위성 발사 계획인 뱅가드 계획의 책임자를 역임하고, 1958년 미국 최초의 인공 위성을 발사하였다.